# К-78
Бронетранспортёр К-78 — советский опытный плавающий гусеничный бронетранспортёр. Разработан в г. Москве в конструкторском бюро под руководством А. Ф. Кравцова. Серийно не производился.

## История создания
В период с 1949 по 1950 годы в соответствии с техническим заданием в ОКБ ИК на базе опытного лёгкого танка К-90 был разработан лёгкий плавающий бронетранспортёр К-78. Под единым индексом были проработаны два варианта машины с пяти- и шестикатковой ходовой частью. В 1950 году был создан первый опытный образец. В период с 19 мая по 23 июня 1950 года первый опытный образец К-78 прошёл заводские испытания. По результатам испытаний комиссия заключила, что бронетранспортёр в целом удовлетворяет заданным тактико-техническим характеристикам, однако имеет ряд существенных недостатков. Например, задымление грузового отделения и неудобное размещение десантников. После устранения замечаний в 1952 году на государственные испытания были представлены два вновь изготовленных опытных образца К-78. Испытания были закончены 24 октября, после чего постановлением Совета министров СССР все работы по К-78 были прекращены.

## Описание конструкции
В качестве базы использовался советский плавающий танк К-90, в конструкции бронетранспортёра использовались также узлы артиллерийского тягача М2 и автомобиля «Москвич» (для упрощения организации серийного производства предприятиями автомобильной промышленности). Основным предназначением машины была переправка десанта и артиллерии через водные преграды. Для движения по воде на бронетранспортёре были установлены специальные гребные винты.

### Броневой корпус
В К-78 использовался корпус открытого типа. Корпус был сварен из броневых катаных листов. Для обеспечения жёсткости в корпусе были использованы два силовых шпангоута. Корпус был разделён на пять отделений. В передней части по правому борту находилось моторное отделение с силовой установкой. По левому борту располагалось отделение управления, отделённое от моторного теплоизоляционной перегородкой. В отделении управления находилось рабочее место механика-водителя с органами управления машиной и контрольно-измерительными приборами. Позади отделения управления находилось отделение командира с его рабочим местом. Рабочее место было оборудовано органами управления лебёдкой, радиостанцией и аппаратом танкового переговорного устройства. Над отделением командира находился люк со смотровым прибором ТПК-1. Слева от люка командира находилось гнездо для крепления пулемёта СГ-43. За отделением командира под грузовым отделением находилось трансмиссионное отделение. В корме располагалось грузовое отделение. В грузовом отделении могли размещаться 22 десантника. По бортам были установлены два пулемётных гнезда. Грузовое отделение оснащалось специальными приспособлениями для закрепления перевозимых артиллерийских систем, возимым ЗИП и коробками с пулемётными лентами. Для высадки десанта в корме имелся специальный откидной борт. Также было предусмотрено спешивание через открытый верх. Суммарная масса перевозимого груза не должна была превышать 2500 кг. Тяжёлые грузы (например артиллерийские орудия) загружались при помощи лебёдки.

### Вооружение
В качестве основного вооружения использовался 7,62-мм пулемёт Горюнова (СГ-43). Пулемёт устанавливался на крыше отделения управления на специальном кронштейне. Возимый боекомплект составлял 1000 патронов.

### Двигатель и трансмиссия
Силовая установка представляла собой двигатель ЯАЗ-204Б. Дополнительно устанавливался воздушный фильтр «Мультициклон», вентилятор, лебёдка и форсуночный обогреватель. Над моторным отделением располагался люк с жалюзи, обеспечивающий поступление воздуха. В трансмиссионном отделении устанавливалась пятиступенчатая механическая коробка передач ЯАЗ-200, две коробки реверса винтов, аккумуляторы, бортовые передачи, а также карданные валы. Охлаждение главной передачи осуществлялось с помощью вентилятора, установленного на карданном валу, соединяющем главную передачу и раздаточную коробку. Вентилятор по специальным воздуховодам прогонял воздух от главной передачи в моторное отделение.

### Ходовая часть
Ходовая часть машины представляла собой гусеничный движитель артиллерийского тягача М2. На воде К-78 перемещался с помощью двух гребных винтов, установленных в кормовых тоннелях.

## Модификации
- К-78С — проект сухопутного варианта. В отличие от базового варианта, не имел гребных винтов, кормовая часть грузового отделения была выполнена аналогично бронетранспортёру К-75[2].

## Машины на базе
На базе бронетранспортёра К-78 был выполнен проект 85-мм противотанковой САУ, вместо грузового отделения размещалось боевое отделение с орудием, боекомплектом и расчётом.

## Сохранившиеся экземпляры
На сегодняшний день сохранившийся экземпляр находится в Бронетанковом музее в городе Кубинка.